# 艾殊利·楊格
艾殊利·楊格（英語：Ashley Young，1985年7月9日—）是一名牙買加裔英格蘭足球運動員，目前主要是左閘，也可兼職左中場、右閘，現時效力英冠球隊葉士域治。他曾是英格蘭足球代表隊隊員。

## 球員生涯

### 屈福特
杨在10岁的时候加入了沃特福德的青训系统。他在那里一直发展到2001年夏天，当时他被俱乐部告知，他不会获得全额奖学金，可以寻找其他球队。尽管被拒之门外，杨仍留在俱乐部做兼职，并努力提高球技，证明自己可以进入一线队。尽管他只有16岁，但他开始参加18岁以下的训练，并在赛季结束时开始比赛。2003年9月，这位18岁的球员在雷·莱温顿的带领下完成一线队首秀，在对阵米尔沃尔的比赛中替补出场。他在那个赛季替补出场5次，打进3球，并在联赛杯中首次为俱乐部首发。杨在2004-05赛季开始崭露头角，在沃特福德的34场联赛中出场。虽然他没能入球，但他在这个赛季的表现为他赢得了俱乐部的赛季最佳青年球员奖。
2005-06賽季是艾殊利·楊格職業生涯的轉捩點。在這個賽季，新領隊把他由翼鋒位置移至前鋒，這一改變效果非常明顯，在這賽季他和馬龍·京治聯手取得36個入球及22次助攻。在關鍵的升班附加賽中，艾殊利·楊格先在對水晶宮的賽事中憑任意球破門，其後在決賽對列斯聯的賽事中交出助攻，成为屈福特升入英超的一大功臣。這賽季驚人的表現使球迷更加喜愛他，也令他得到入選英格蘭U-21的機會，在不久的一場熱身賽便獲得正選上陣。
06-07赛季，升班馬屈福特成績欠佳，但艾殊利·楊格表現依然出色，更一度佔據傳中王的榜首。艾殊利·楊格在聯賽盃對侯城的比赛中打入致勝一球，為球隊取得賽季的首場勝利。而球隊在聯賽對米杜士堡的首場勝利賽事中，艾殊利·楊格也取得一個入球。而在10月份對富咸的比賽中，艾殊利·楊格更取得2個入球1次助攻的表現，閃耀全場。

### 阿士東維拉
2007年1月18日，阿士東維拉以破球會紀錄的轉會費800萬英鎊（附加可以增加至975萬英镑）把艾殊利·楊格帶到維拉公園球場。在代表阿士東維拉的第一場比賽艾殊利·楊格便取得入球，但是球隊還是以3-1被紐卡素擊敗。
2007-08年赛季，艾殊利·楊格表現出色，在聯賽合共交出17次助攻，在助攻榜排第二，位列阿仙奴的法比加斯之後。他也憑藉出色的表現入選該賽季的聯賽最佳陣容，並跟樸茨茅夫的大衛·占士成為陣容中僅有兩位非Big 4球隊（車路士、阿仙奴、利物浦、曼聯）球員。他的速度、任意球、盤帶和射門成為對手的噩梦。他迅速的成長也為他帶來入選國家隊的機會。阿士東維拉領隊馬田·奧尼爾用“世界级”来形容这位英格兰的边路球星，2008年11月4日，他也正式和俱乐部续约到2012年。
2008/09年赛季，在PFA年度最佳新人的评选中，艾殊利·楊格擊敗了眾多對手，獲選為2009年PFA年度最佳青年球員。

### 曼聯
2011-2014
2011年6月23日，杨完成对曼联的转会，转会费没有透露，据说是1700万英镑左右，在前一天通过了体检，击败利物浦签约。
他与俱乐部签订了一份为期五年的合同。他获得了之前由保罗·斯科尔斯穿的18号球衣。他在2011年足总社区盾杯3-2战胜曼城的德比战中首次为曼联出场，打满90分钟并送出助攻。
2011年8月14日，在曼联对阵西布朗的比赛中，他首次代表曼联出场，助攻鲁尼打进第一球，并在左路跑动和传中后迫使对方打进一球，在客场2-1获胜。8月28日，在老特拉福德8-2战胜阿森纳的比赛中，他首次为曼联打进两球。这两个进球都是在从左翼切入后发生的，并将两个右脚射门打入远角。2011年9月27日，杨在欧洲冠军联赛中首次亮相，在第90分钟打进一球，帮助曼联3-3战平巴塞尔。在长期受伤后，杨在2012年2月5日斯坦福桥3-3战平切尔西的英超联赛中重返赛场。2月16日，他在阿姆斯特丹竞技场举行的欧洲联赛2-0客场战胜阿贾克斯的比赛中打进一球，取得领先。2012年3月4日，杨在白鹿巷对阵托特纳姆热刺的英超联赛中3-1获胜，打进两球并有一次助攻。4月2日，他在埃伍德公园2-0战胜布莱克本流浪者的比赛中进球。
2014-2017
杨在2014年8月16日路易斯-范加尔的第一场比赛中以3-5-2阵型的边后卫身份首发，当时曼联2-1输给斯旺西。他在2015年1月1日1-1战平斯托克城的比赛中腿筋受伤。杨在2月3日3-0战胜剑桥联队的比赛中复出，在第81分钟替换马科斯·罗霍上场。3月4日，杨在1-0战胜纽卡斯尔联队的比赛中打进了他本赛季的第一个球。4月12日，他在主场4-2战胜曼城的比赛中打进扳平球并提供两次助攻，被评为全场最佳球员。5月9日，他在曼联2-1战胜水晶宫的比赛中发挥重要作用，他赢得了胡安·马塔的点球，并为费莱尼的头球提供助攻，使他再次成为比赛的最佳球员。在接下来5月17日的比赛中，杨再次提供了一次助攻，这次是为安德尔·埃雷拉在对阵阿森纳的比赛中的射门提供了助攻，比赛以1-1平局结束。杨在本赛季在范加尔手下既打边锋又打边后卫，后者是主教练认为他最擅长的位置。
2015年8月7日，杨与曼联签订了一份为期三年的新合同，让他在俱乐部工作到2018年6月，并可以选择再延长一年。杨在赛季初的出场率很低，在曼联开局的7场英超比赛中，他只有一次首发，这是在2015年8月8日的揭幕战1-0战胜热刺。9月12日，在曼联3-1战胜利物浦的比赛中，杨通过首发球员安东尼·马夏尔打进了他的第一个进球。10月4日对阵阿森纳的比赛中，杨回到首发名单，担任左后卫，最终客场3-0击败对手。11月7日对阵西布朗，他担任右后卫，最终曼联2-0获胜；他在十一月、十二月和一月期间经常担任的位置，因为安东尼-瓦伦西亚受伤。2016年1月2日，在对阵斯旺西的比赛中，杨助攻马夏亚尔进入禁区，为球队首开纪录，比赛以曼联2-1获胜告终。1月17日，杨在对阵利物浦的比赛中遭遇 "严重的腹股沟伤病"，导致他休战数月。4月10日，他在对阵热刺的比赛中复出，在中途替换马库斯·拉什福德出场，以3-0击败对手。在5月17日英超联赛的最后一天，在3-1战胜伯恩茅斯的比赛中，杨打进了他本赛季唯一的进球。5月21日，曼联在足总杯决赛加时赛中以2-1击败水晶宫，杨在第72分钟替换拉什福德后同时担任前锋和左后卫，这是他在俱乐部的第三个国内奖杯。
何塞·穆里尼奥被任命为经理，导致杨在本赛季前半段的比赛时间受到限制。他的第一次出场是在2016年9月15日1-0对阵费耶诺德的欧洲联赛中，在第63分钟替补胡安-马塔出场。他的第一次首发是在9月21日3-1对阵北安普顿的英联杯中担任边锋。杨在接下来的两场比赛中以替补身份出场，分别是9月24日对莱斯特城的4-1联赛胜利和9月29日对佐利亚-卢甘斯克的欧洲联赛1-0胜利。从10月到1月，杨只出场4次—都是以边后卫或后卫身份首发。其中一次是在10月17日在安菲尔德0-0战平对阵利物浦。他的下一次首发是在2017年2月19日足总杯对阵布莱克本流浪者时，在2-1的客场胜利中打满了90分钟。在这场比赛之后，杨开始更有规律地比赛，在三月和四月有大量表现。在2月26日对阵南安普顿的英联杯决赛中，他是一个未使用的替补，曼联以3-2的比分获胜。4月16日，杨在2-0战胜切尔西的比赛中首次担任曼联队长。5月4日，他在欧洲联赛半决赛首回合对阵塞尔塔维戈的比赛中受伤，在第78分钟替补亨里克·姆希塔良出场后。
2017-2020
2017年9月12日，在欧洲冠军联赛3-0战胜巴塞尔的比赛中，杨的第一次首发是担任右后卫，在第35分钟传给费莱尼，协助打进首球，他也是本场比赛的队长。 他的表现使他在9月17日曼联4-0战胜埃弗顿的比赛中首发担任左后卫。11月28日，杨在维卡拉格路球场4-2战胜前俱乐部沃特福德的比赛中，自2012年3月以来首次打进一个头球，开场两个进球，其中一个是30码任意球射入左上角。
2019年2月，杨与曼联签订一份新合同，直到2020年。2019年8月，他被任命为曼联的俱乐部队长。
2019年12月12日，杨在欧洲联赛小组赛4-0战胜阿尔克马尔的比赛中打进了他曼联生涯的最后一球。

### 國際米蘭
2020年1月16日，艾許利·楊加盟國際米蘭，簽約至2020年6月30日，有權延長一季。轉會費為150萬歐元。楊格將身穿15號球衣。
杨在2020年1月17日签约意甲俱乐部国际米兰，效力于2019-20赛季的剩余时间，并可选择延长一个赛季。 据报道，转会费约为150万欧元（128万英镑）。
他成为在同一窗口签约国际米兰的三名前英超球员之一，维克多·摩西和克里斯蒂安·埃里克森很快就加入了俱乐部。在为俱乐部的第一场比赛中，杨在1-1战平卡利亚里的比赛中为劳塔罗·马丁内斯提供了助攻。他在2月16日2-1输给拉齐奥的比赛中打进了他为俱乐部的第一个进球。
国米赢得了2020-21赛季的意甲联赛。杨成为第三个在意大利赢得联赛冠军的英国人，之前是1962年的吉米·格里夫斯和1963年的格里·希钦斯。

## 國家隊
艾殊利·楊格在效力屈福特的2005/06年賽季已經入選英格蘭U21。2007年8月31日，當時英格蘭領隊史提夫·麥卡倫選他入成年隊，參與對陣俄羅斯和以色列的2008年歐洲國家盃外圍賽。在新領隊卡比路上任後，艾殊利·楊格在2009年8月12日友賽荷蘭的賽事中正選上陣。
國際賽入球
| #  | 日期          | 場地                             | 對賽球隊   | 入球 | 賽果 | 競賽               |
| -- | ------------- | -------------------------------- | ---------- | ---- | ---- | ------------------ |
| 1. | 2011年2月9日  | 丹麥哥本哈根帕肯球场             | 丹麦       | 1–2  | 1–2  | 友誼賽             |
| 2. | 2011年6月4日  | 英格蘭倫敦溫布萊球場             | 瑞士       | 2–2  | 2–2  | 2012年歐國盃外圍賽 |
| 3. | 2011年9月6日  | 英格蘭倫敦溫布萊球場             |            | 1–0  | 1–0  | 2012年歐國盃外圍賽 |
| 4. | 2011年10月7日 | 黑山波德戈里察波德戈里察城市球場 | 蒙特內哥羅 | 0–1  | 2–2  | 2012年歐國盃外圍賽 |
| 5. | 2012年2月29日 | 英格蘭倫敦溫布萊球場             | 荷蘭       | 2–2  | 2–3  | 友誼賽             |
| 6. | 2012年5月26日 | 挪威奧斯陸烏利華球場             | 挪威       | 0–1  | 0–1  | 友誼賽             |
| 7. | 2013年3月22日 | 聖馬利諾塞拉瓦萊奥林匹克体育场   | 圣马力诺   | 0–4  | 0–8  | 2014年世界盃外圍賽 |

## 榮譽
屈福特
- 屈福特賽季最佳年青球員：2004/05年
- 英冠附加賽冠軍：2005/06年
- 英冠年度最佳陣容：2005/06年

阿士東維拉
- PFA年度最佳陣容：2007/08年、2008/09年
- 每月最佳球員：2008年4月、2008年9月、2008年12月
- PFA年度最佳青年球員：2008/09年
- 和平盃冠軍：2009年
- 和平盃最佳球員：2009年

曼聯
- 英格蘭超級聯賽 冠軍 (1): 2012/13年；
- 英格蘭社區盾 (1)﹕2011年
- 英格蘭足總盃 (1)：2015/16年；
- 英格蘭聯賽盃 (1)：2016/17年
- 歐霸盃冠軍(1)：2016/17年；

国际米兰
- 欧足联欧洲联赛亞軍：2019-20賽季

## 外部連結
- 足球数据库：Ashley Young的球员统计数据
- Ashley Young profile at avfc.co.uk
- Ashley Young profile （页面存档备份，存于） at fa.com
- 阿士東維拉官方 艾殊利·楊格檔案